# Calau bec d'ivori
El calau bec d'ivori (Lophoceros pallidirostris) és una espècie d'ocell de la família dels buceròtids (Bucerotidae). Habita boscos i sabanes d'Angola, sud de la República Democràtica del Congo, sud i nord-est de Tanzània, Zàmbia, Malawi i nord de Moçambic.